# Задача Коші для рівняння теплопровідності
Класичною задачею Коші для рівняння теплопровідності називається задача знаходження функції {\displaystyle u=u(x,t)}, визначеної в області {\displaystyle \{x\in \mathbb {R} ,t\geq 0\}}, яка є розв’язком рівняння теплопровідності 
{\displaystyle \Delta u-{\frac {1}{a^{2}}}{\frac {\partial u}{\partial t}}=-{\frac {f(x,t)}{k}},\;x\in \mathbb {R} ^{n},\;t\geq 0} і задовільняє початкові умови:
{\displaystyle u(x,0)=\phi (x),\;x\in \mathbb {R} ^{n},\;t>0},
```

  

    

      

        

        
ϕ

        
,

        
f

      

    

    
{\displaystyle \;\phi ,f}

  

-задані функції
```

Дана задача описує процес поширення тепла в необмеженій області ({\displaystyle u}-температура), якщо задана температура всіх точок при {\displaystyle t=0}
Класичним розв'язком задачі Коші для рівняння теплопровідності називається функція
{\displaystyle u(x,t)\in C_{x,t}^{2,1}(\mathbb {R} ^{n}\times (0;\infty ))\cap C(\mathbb {R} ^{n}\times [0;\infty ))},
яка є розв'язком рівняння теплопровідності в області {\displaystyle \{x\in \mathbb {R} ^{n},\;t>0\}} ,і задовільняє початкові умови на множині  
{\displaystyle \{x\in \mathbb {R} ^{n},\;t=0\}}
Необхідною умовою існування розв'язку є {\displaystyle \phi (x)\in C(\mathbb {R} ^{n}),\;f(x,t)\in C(\mathbb {R} ^{n}\times (0;\infty ))}
Єдиність розв'язку задачі Коші для рівняння теплопровідності:
Якщо в класі неперервних і обмежених функцій існує розв'язок задачі Коші для рівняння теплопровідності, то він єдиний.

## Фундаментальний розв'язок рівняння теплопровідності
Розглянемо однорідне рівняння теплопровідності {\displaystyle \Delta u-{\frac {1}{a^{2}}}{\frac {\partial u}{\partial t}}=0,\;x\in \mathbb {R} ^{n},\;t\geq 0}
Якщо шукати розв'язок цього рівняння методом відокремлення змінних  {\displaystyle u=X(x)T(t)}  то {\displaystyle e^{-a^{2}\lambda ^{2}t}\cos {\lambda x}}    буде частинним розв'язком({\displaystyle \lambda ^{2}=const})
Тоді розв'язком буде {\displaystyle I(x,t)=\int _{-\infty }^{+\infty }e^{-a^{2}\lambda ^{2}t}\cos {\lambda x}\,d\lambda }, якщо він збігається і його можна почленно диференціювати двічі по {\displaystyle x} і один раз по  {\displaystyle t}.
Диференціювання по {\displaystyle x}:
{\displaystyle {\frac {\partial I(x,t)}{\partial x}}=-\int _{-\infty }^{+\infty }e^{-a^{2}\lambda ^{2}t}\lambda \sin {\lambda x}\,d\lambda ={\frac {1}{2a^{2}t}}\int _{-\infty }^{+\infty }\sin {\lambda x}\,de^{-a^{2}\lambda ^{2}t}={\frac {1}{2a^{2}t}}\left[\left.\sin {\lambda x}e^{-a^{2}\lambda ^{2}t}\right|_{-\infty }^{+\infty }-x\int _{-\infty }^{+\infty }e^{-a^{2}\lambda ^{2}t}\cos {\lambda x}\,d\lambda \right]={\frac {x}{2a^{2}t}}I(x,t)}
{\displaystyle {\frac {\partial I(x,t)}{\partial x}}={\frac {x}{2a^{2}t}}I(x,t)}
{\displaystyle I(x,t)=ce^{-{\frac {x^{2}}{4a^{2}t}}}}
{\displaystyle I(0,t)=c=\left.{\int _{-\infty }^{+\infty }e^{-a^{2}\lambda ^{2}t}\cos {\lambda x}\,d\lambda }\right|_{x=0}=\int _{-\infty }^{+\infty }e^{-a^{2}\lambda ^{2}t}={\begin{vmatrix}a\lambda {\sqrt {t}}=\xi \\a{\sqrt {t}}\;d\lambda =d\xi \\d\lambda ={\frac {d\xi }{a{\sqrt {t}}}}\end{vmatrix}}={\frac {1}{a{\sqrt {t}}}}\int _{-\infty }^{+\infty }e^{-\xi ^{2}}\;d\xi ={\frac {\sqrt {\pi }}{a{\sqrt {t}}}}\;\Rightarrow \;I(x,t)={\frac {\sqrt {\pi }}{a{\sqrt {t}}}}e^{-{\frac {x^{2}}{4a^{2}t}}}}
Внаслідок однорідності рівняння,якщо розв'язок поділити на константу то цей вираз буде теж розв'язком.
{\displaystyle \varepsilon (x,x',t)={\frac {1}{2\pi }}I(x-x',t)={\frac {1}{2a{\sqrt {\pi t}}}}e^{-{\frac {(x-x')^{2}}{4a^{2}t}}}}
-фундаментальний розв'язок рівняння теплопровідності при {\displaystyle n=1}.
Узагальнення фундаментального розв'язку рівняння теплопровідності для довального  {\displaystyle n}:
{\displaystyle \varepsilon (x,x',t)={\frac {1}{(2a{\sqrt {\pi t}})^{n}}}e^{-{\frac {|x-x'|^{2}}{4a^{2}t}}},\;|x-x'|^{2}=\sum _{i=1}^{n}(x_{i}-x_{i}')^{2},\;x'}-параметр.

### Властивості фундаментального розв'язку рівняння теплопровідності
1. Фундаментальний розв'язок   є не нескінченно диференційованою  по {\displaystyle x} і по  {\displaystyle t} функцією за винятком  {\displaystyle x=x',t=0}.
2. Функція {\displaystyle \varepsilon }, як функція від {\displaystyle x} і {\displaystyle t} є розв'язком однорідного рівняння теплопровідності
3. {\displaystyle \int _{\mathbb {R} ^{n}}\varepsilon (x,x',t)\;dx'=1,\;t>0}
4. Нехай {\displaystyle f(x)}- неперервна і обмежена функція у просторі {\displaystyle \{x\in \mathbb {R} ,t>0\}} .Тоді має місце гранична рівність:

{\displaystyle \lim _{t\to 0+}\int _{\mathbb {R} ^{n}}f(x')\varepsilon (x,x',t)\;dx'=f(x)}
Властивості 3,4 вказують на те, що функція {\displaystyle \varepsilon } є {\displaystyle \delta }-функцією, тобто {\displaystyle \;\varepsilon (x,x',t)\;\rightarrow \;\delta (x-x'),\;t\to 0+}.

### Фізичний зміст фундаментального розв'язку
Нехай в точці {\displaystyle x'\in \mathbb {R} ^{n}} в момент часу {\displaystyle t=0}, до якого температура точок області була нульовою, миттєво виділяється одинична кількість тепла. За рахунок цього тепла температура точок простору підвищується.
Позначення:
```
  

  

    

      

        
u

        
(

        
x

        
,

        
t

        
)

      

    

    
{\displaystyle u(x,t)}

  

 -температура 

  

    

      

        
t

        
>

        
0

      

    

    
{\displaystyle t>0}

  

;
```

```
  

  

    

      

        
d

        
x

      

    

    
{\displaystyle dx}

  

 -елемент об'єму;
```

```
  

  

    

      

        
ρ

      

    

    
{\displaystyle \rho }

  

 - густина;
```

```
  

  

    

      

        
c

      

    

    
{\displaystyle c}

  

- 
теплоємність
.
```

Для підвищення температури об'єму {\displaystyle dx} на величину {\displaystyle u(x,t)} необхідно витратити таку кількість тепла {\displaystyle dQ=\rho cu(x,t)dx}. За законом збереження тепла {\displaystyle \int _{\mathbb {R} ^{n}}\rho cu(x,t)dx=1}.
Підінтегральна функція {\displaystyle u(x,t)} , а значить і функція {\displaystyle \rho cu(x,t)}, є розв'язком однорідного рівняння теплопровідності.
Такі властивості має і фундаментальний розв'язок, отже, можна покласти {\displaystyle \;\rho cu(x,t)=\varepsilon (x,x',t)}
```
      

  

    

      

        
u

        
(

        
x

        
,

        
t

        
)

        
=

        

          

            
1

            

              
ρ

              
c

            

          

        

        
ε

        
(

        
x

        
,

        

          
x

          
′

        

        
,

        
t

        
)

      

    

    
{\displaystyle u(x,t)={\frac {1}{\rho c}}\varepsilon (x,x',t)}

  

```

Таким чином, фундаментальний розв'язок з точністю до множника {\displaystyle {\frac {1}{\rho c}}} являє собою температуру в точці {\displaystyle x} в момент часу {\displaystyle t=0}, при умові, що температура в цьому просторі до цього моменту дорівнювала {\displaystyle 0}.
Функцію {\displaystyle \varepsilon } ще називають функцією одиничного миттєвого джерела. Графіком розв'язку цієї функції від {\displaystyle x} для фіксовного {\displaystyle x'}  і моментів {\displaystyle 0<t_{1}<t_{2}<\cdots } є криві, що називаються кривими Гауса. Площа під кожною кривою рівна {\displaystyle 1}.

## Розв'язок задачі Коші для рівняння теплопровідності
Розв'язок задачі Коші має вигляд {\displaystyle u(x,t)=u_{1}(x,t)+u_{2}(x,t)},
де {\displaystyle u_{1}(x,t)} -розв'язок задачі Коші:
{\displaystyle \Delta u_{1}-{\frac {1}{a^{2}}}{\frac {\partial u_{1}}{\partial t}}=0,\;x\in \mathbb {R} ^{n},t>0},
{\displaystyle \left.u_{1}\right|_{t=0}=\phi (x),\;x\in \mathbb {R} ^{n}};
{\displaystyle u_{2}(x,t)} -розв'язок задачі Коші:
{\displaystyle \Delta u_{2}-{\frac {1}{a^{2}}}{\frac {\partial u_{2}}{\partial t}}=-{\frac {f}{k}},\;x\in \mathbb {R} ^{n},t>0},
{\displaystyle \left.u_{2}\right|_{t=0}=0,\;x\in \mathbb {R} ^{n}}.
{\displaystyle u_{1}(x,t)=\int _{\mathbb {R} ^{n}}\phi (x')\varepsilon (x,x',t)\;dx'}
{\displaystyle u_{2}(x,t)=\int _{0}^{t}\eta (x,t,t_{0})\;dt_{0}},
де функція {\displaystyle \eta } є розв'язком задачі:
{\displaystyle \Delta \eta -{\frac {1}{a^{2}}}{\frac {\partial \eta }{\partial t}}=0,\;x\in \mathbb {R} ^{n},t>0},
{\displaystyle \left.\eta (x,t,t_{0})\right|_{t=t_{0}}={\frac {a^{2}}{k}}f(x,t_{0}),\;x\in \mathbb {R} ^{n}}
{\displaystyle \eta (x,t,t_{0})=\int _{\mathbb {R} ^{n}}{\frac {a^{2}}{k}}f(x',t_{0})\varepsilon (x,x',t-t_{0})\;dx'}
Таким чином, розв'язок задачі Коші для рівняння теплопровідності має вигляд:
{\displaystyle u(x,t)={\frac {1}{(2a{\sqrt {\pi t}})^{n}}}\int _{\mathbb {R} ^{n}}\phi (x')e^{-{\frac {|x-x'|^{2}}{4a^{2}t}}}\;dx'+}
{\displaystyle +\int _{0}^{t}\int _{\mathbb {R} ^{n}}{\frac {1}{(2a{\sqrt {\pi (t-t_{0})}})^{n}}}{\frac {a^{2}}{k}}f(x',t_{0})e^{-{\frac {|x-x'|^{2}}{4a^{2}(t-t_{0})}}}\;dx'\,dt_{0}} - формула Пуассона